# シネプレックス (日本の企業)
シネプレックス株式会社（Cineplex inc.）とは、シネマコンプレックスの「シネプレックス」や単館系映画を上映するミニシアター「ガーデンシネマ」を運営していた会社である。
角川書店の子会社であったが、2013年3月29日にユナイテッド・シネマの親会社であるユナイテッド・エンターテインメント・ホールディングスに譲渡され、同年6月1日にユナイテッド・シネマ株式会社に合併し消滅した。

## 概要
1996年12月6日に映画興行・制作・商品化権管理を目的とした日本ヘラルド映画株式会社の子会社・ヘラルド・エンタープライズ株式会社として設立。
2007年3月1日に親会社の商号が角川映画となり「ヘラルド」が無くなったのと合わせて商号を角川シネプレックス（かどかわシネプレックス）に変更。2013年3月29日にユナイテッド・エンターテインメント・ホールディングスに譲渡されたことにより、社名から「角川」が無くなり消滅した。

## 沿革
- 1977年（昭和52年） - 映画興行・制作・商品化権管理を目的として東京都港区新橋に創業。
- 1993年（平成5年） - 本社を中央区銀座に移転。
- 1994年（平成6年）  - 「恵比寿ガーデンシネマ1・2」を恵比寿ガーデンプレイス内にオープン。
- 1996年（平成8年）12月6日 - 法人設立[1]。
- 1997年（平成9年） - ヘラルド・エンタープライズ株式会社が興行事業を開始。「梅田ガーデンシネマ1・2」を梅田スカイビル内にオープン。
- 1999年（平成11年） - シネマコンプレックス1号店として「シネプレックス平塚」をオープン。
- 2000年（平成12年） - 北日本ヘラルド興業株式会社[4]を吸収合併。「シネプレックスつくば」、「シネプレックス小倉」の計2店舗をオープン。
- 2002年（平成14年） - 「シネプレックス幕張」、「シネプレックス旭川」の計2店舗をオープン。
- 2004年（平成16年） - 「シネプレックスわかば」、「シネプレックス熊本」2店舗をオープン。
- 2005年（平成17年） - 本社を千代田区平河町に移転。角川グループホールディングスの傘下に入る。
- 2006年（平成18年） - 「シネプレックス幸手」、「シネプレックス水戸」、「シネプレックス枚方」、「新宿ガーデンシネマ」の計4店舗をオープン。
- 2007年（平成19年）3月1日 - 社名を「角川シネプレックス株式会社」に変更。「シネプレックス岡崎」をオープン。
- 2008年（平成20年） - 「新宿ガーデンシネマ」の名称を「角川シネマ新宿」に変更。
- 2011年（平成23年）
  - 1月 - 角川映画が角川書店に吸収合併されるのに伴い、角川書店の子会社となる。「恵比寿ガーデンシネマ1・2」閉館。
  - 2月 - シネカノン有楽町1丁目跡に「角川シネマ有楽町」を開館。
- 2013年（平成25年）
  - 3月29日 - ユナイテッド・エンターテインメント・ホールディングスに譲渡し、社名を「シネプレックス株式会社」に変更。「角川シネマ新宿」、「角川シネマ有楽町」のみ角川書店の直営として残る。
  - 6月1日 - ユナイテッド・シネマ株式会社と合併し消滅。

## 映画館
現存する「シネプレックス」についてはローソン・ユナイテッドシネマを参照のこと。

### 閉館した映画館
- 北見中劇・ミリオン座（北海道北見市）
- 苫小牧日劇1・2（北海道苫小牧市）
- 札幌三越名画劇場（北海道札幌市中央区）
- 京都朝日シネマ1・2（京都府京都市中京区）
- パラダイスシネマ1・2（大阪市中央区西心斎橋、ビッグステップ内）
  - 跡地は2006年4月15日よりエスピーオーに譲渡され「シネマート心斎橋」となっている。
- 梅田ガーデンシネマ1・2 （大阪府大阪市北区、新梅田シティ梅田スカイビルイースト内）<2スクリーン、111席／111席>
  - 2014年2月28日に閉館。翌日から同所のシネリーブル梅田のスクリーン3・4として統合した後、2024年4月19日にテアトル梅田（2代目）に改称。
- 恵比寿ガーデンシネマ 1・2（東京都渋谷区、恵比寿ガーデンプレイス内、2011年1月28日閉館）
  - ユナイテッド・シネマへの吸収合併後の2015年3月28日に「YEBISU GARDEN CINEMA」として再オープン。

### 譲渡した映画館

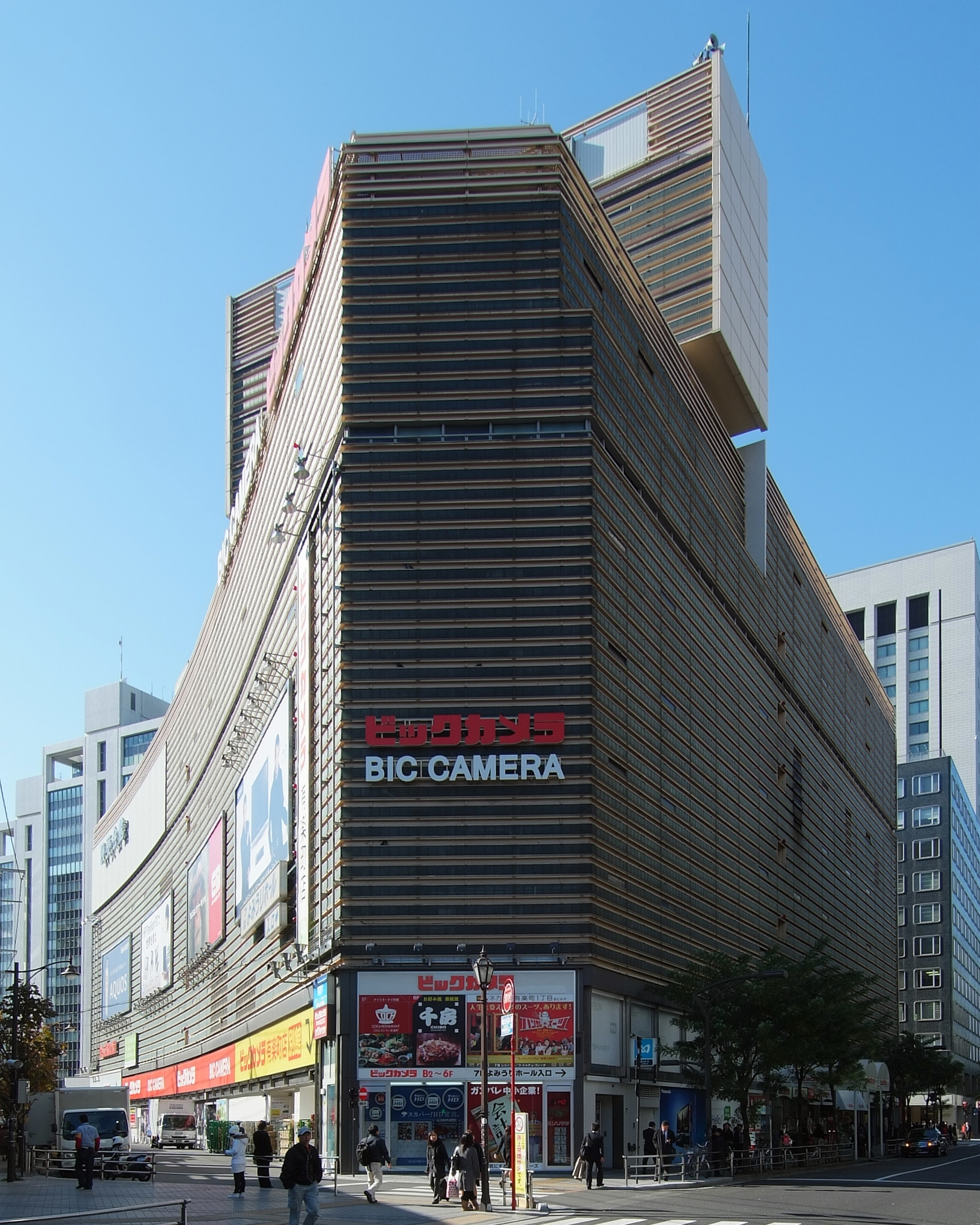
角川シネマ有楽町がある読売会館

以下の2館は、角川シネプレックスがユナイテッド・エンターテインメント・ホールディングス傘下となった際に、角川書店（現：KADOKAWA）直営となった。
- EJアニメシアター新宿（東京都新宿区、新宿文化ビル内）

旧「新宿文化シネマ」の跡地に2006年12月9日「新宿ガーデンシネマ」としてオープン。2008年6月14日に「角川シネマ新宿」に改称。
2018年7月、アニメ専門シアターへとリニューアルすると同時に現館名に改称。スクリーン2を廃止し1スクリーン化したが、わずか5年後の2023年8月24日を持って営業終了。跡地は同年11月16日よりキノフィルムズに譲渡され「kino cinéma 新宿」となった。
- 角川シネマ有楽町（東京都千代田区有楽町、読売会館内）<1スクリーン、257席>

旧「シネカノン有楽町1丁目」の跡地に2011年2月19日オープン。全席指定・各回入替制を導入している。

## 関連会社
- 株式会社角川書店
- グロービジョン株式会社